# Alexei Borisovich Aleksandrov
Alexei Borisovich Aleksandrov (em russo:  Алексей Борисович Александров; 23 de dezembro de 1954) é um matemático russo, especialista em análise.
Aleksandrov obteve o grau de Candidato de Ciências em 1979 na Universidade Estatal de São Petersburgo, orientado por Victor Havlin, com a tese Hardy Classes Hp for p∈(0,1) (Rational Approximation, Backward Shift Operator, Cauchy-Stieltjes Type Integral (em russo). Em 1984 obteve o título de Doktor nauk, sendo atualmente professor do Instituto de Matemática Steklov.
Recebeu o Prêmio Salem de 1982. Foi palestrante convidado do Congresso Internacional de Matemáticos em Berkeley, Califórnia (1986: Inner functions: results, methods, problems).

## Publicações selecionadas
(com tradução para o inglês de títulos russos)
- Gap series and pseudocontinuations. An arithmetic approach, Algebra i Analiz, vol. 9, 1997, pp. 3–31
- Function theory in the ball, Itogi Nauki i Tekhniki. Ser. Sovrem. Probl. Mat. Fund. Napr., vol. 8, 1985,  pp. 115–190
- Inner functions on compact spaces, Functional Analysis and Applications, vol. 18, 1984, pp.  1-13
- The existence of inner functions in the ball, Mat. Sbornik, vol. 118, 1982, pp. 147–163
- Spectral subspaces of Lp for p < 1, Algebra i Analiz, tom 19 (2007), nomer 3. trans. in: St. Petersburg Math. J. vol. 19, 2008, pp. 327–374 doi:10.1090/S1061-0022-08-01001-7
- com V. V. Peller: Functions of perturbed dissipative operators, Algebra i Analiz, tom 23 (2011), nomer 2. trans. in: St. Petersburg Math. J. vol. 23, 2012, pp. 209–238 doi:10.1090/S1061-0022-2012-01194-5